# Valarsaces I
Valarsaces I (em latim: Valarsaces) ou Valarxaque (em armênio: Վաղարշակ; romaniz.: Vałaršak; fl. século III a.C.) foi um mítico nobre parta do século III a.C., suposto fundador do ramo armênio da dinastia arsácida. Alega-se que governou por 22 anos. A tradição armênia atribui a ele o estabelecimento da organização política, civil e militar da Armênia ao instituir o cerimonial cortesão, os oficiais, as divisões do exército e os principados e líderes das casas nobres do país (nacarares). Apesar de considerado ficcional, a historiografia assume que foi inspirado em figuras históricas conhecidas das fontes, sejam da própria linhagem dos arsácidas (Tiridates I e Vologases V) ou de seus antecessores, os artaxíadas, que a tradição histórica da Armênia alegou serem aparentados com os arsácidas.

## Nome
Valarsaces é a forma latina do armênio Valarxaque (*Վաղարշակ, *Vałaršak). Ferdinand Justi propôs que fosse um nome composto, formado por varəda, "força", e Ársaces, um nome típico entre os arsácidas, mas essa etimologia é improcedente. Na verdade, é formado por Valarxe (*Վաղարշ, *Vałarš) + o diminutivo armênio "-aque" (-ակ, -ak), o que implica que o nome significa "Pequeno Valarxe". Valarxe deriva do parta Valagaxe (𐭅𐭋𐭂𐭔, Walagaš). A etimologia do nome não é clara, embora Ferdinand Justi proponha que Valagaxe seja um composto das palavras "força" (varəda) e "bonito" (gaš ou geš em persa moderno).
O nome foi atestado em persa novo como Balaxe (بلاش, Balāš), em persa médio como Vardaquexe (Wardāḫš) ou Valaquexe (Walāḫš), em árabe como Valaxe, Balaxe (بلاش, Valāš / Balāš) e Gulaxe (جولاش, Gulāš), em latim como Vologases, Vologeso (Vologaesus), Vologesso (Vologessus) ou Vologeses e em grego como Olagado (*Ολαγαδος, via gen. Ολαγαδου), Olagedo (*Ολαγαίδος, Olagaídos, via gen. Ολαγαίδου), Ologado (*Ολογαδος, via gen. Ολογαδου), Uologedo (Ουολόγαιδος, Ouológaidos), Uologeos (Ουολόγεος, Ouológeos), Vologeso (Ουολόγαισος, Ouológaisos), Vologido (Βολόγίδος, Vológídos), Vologedo (Βολόγεδος, Vológedos), Ualases (*Ουαλάσες, via gen. Ουαλάσου) ou Ualasses (*Ουαλάσσες, via gen. Ουαλάσσου).

## Historicidade

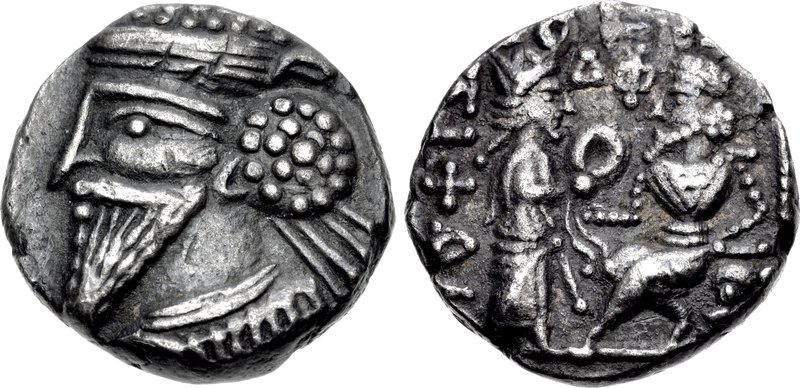
Tetradracma de

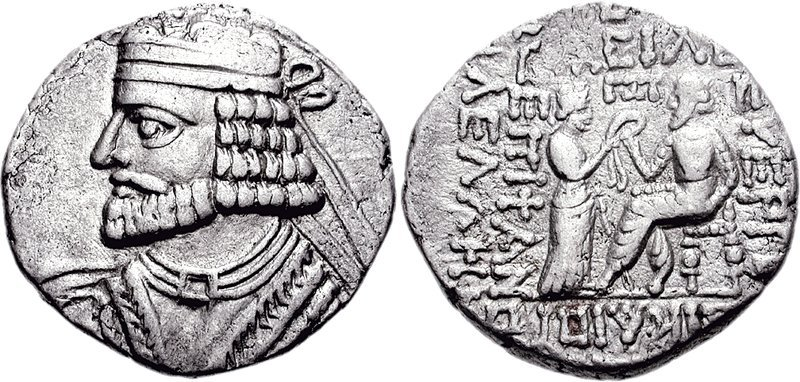
Tetradracma de r.

As origens e a veracidade acerca da existência de Valarsaces são disputadas. A historiografia moderna o assume como uma figura ficcional concebida para fornecer a origem à organização da Armênia conforme descrita pelos cronistas. Cyril Toumanoff propôs que, embora Moisés e outras fontes assumam que fosse arsácida, é possível que essa informação surgiu da errônea tradição segundo a qual os artaxíadas, a quem se atribui as instituições alegadamente concebidas por Valarsaces, descendiam dos arsácidas. Hakob Manandian sugeriu que possa ser uma referência ao xainxá Vologases V (r. 191–208), que durante pouco mais de uma década havia governado a Armênia (como Vologases II) antes de assumir o trono arsácida em Ctesifonte. Ao contrário dos oito príncipes arsácidas que o antecederam no trono armênio, Vologases garantiu que seus descendentes governariam o país até a abolição da dinastia pelo Império Sassânida em 428 e a criação de uma província administrada por um marzobã. Em 189, também impôs seu filho Reve I (cuja mãe era irmã do rei farnabázida Amazaspo II) no trono ibérico, onde seus descendentes governariam até 284, quando foram substituídos por outra família parta, os mirrânidas.
Nicholas Adontz, em particular, assumiu que Valarsaces seja a forma como a tradição histórica incorporou a figura do histórico Tiridates I, o real fundador do ramo arsácida na Armênia. Tiridates foi instalado no trono em 53 por influência de seu irmão, o xainxá Vologases I (r. 51–78), que aproveitou-se da usurpação do trono armênio por Radamisto, membro dos farnabázidas da Ibéria, para invadir o reino e assegurar a influência do Império Arsácida sobre a Armênia à revelia dos interesses do Império Romano.  Sua investida desencadearia a subsequente guerra contra os romanos que terminou com Tiridates sendo reconhecido como rei, mas como cliente do imperador Nero (r. 54–68). Adontz concluiu que a intervenção de Vologases na sucessão foi preservada na tradição histórica armênia, que confundiu seu nome com o nome do rei empossado, enquanto atribuiu o nome Ársaces, comum aos xainxás partas, ao governante que instalou os arsácidas no trono.

## Narrativa

### Origens

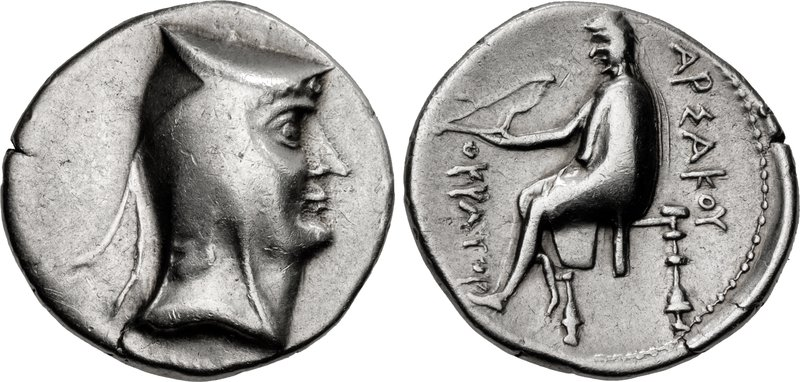
Dracma de

Moisés de Corene (século V) e Uctanes de Sebaste (século X) alegaram que era um nobre parta, fundador do ramo armênio da dinastia arsácida. Uctanes afirmou que era filho de Artaxias e irmão de Ársaces, o Grande (identificado com o histórico Ársaces I (r. 250–211 a.C.)). Por conseguinte, era neto de Ársaces, o Bravo, que Uctanes disse ser o fundador epônimo dos arsácidas que se rebelou contra a autoridade do Império Selêucida e governou no Oriente por 31 anos. A História Primária, cujo autor é desconhecido, afirmou que Ársaces (chamado "o Pequeno") e Valarsaces eram filho de outro Ársaces. Por influência de seu irmão, que assassinou o rei Antíoco, filho de Seleuco, Valarsaces foi instalado no trono do Reino da Armênia. Moisés afirmou que era pai de muitos filhos, que ordenou que residissem em Astianena e Taraunitis, exceto seu sucessor Ársaces I. A ele são atribuídas inúmeras reformas no âmbito militar e administrativo da Armênia, bem como sua defesa contra as investidas dos gregos visando conquistar o país. Alega-se que teve um reinado exitoso de 22 anos (a História Primária dá o número 42) antes de falecer e ser sucedido por seu filho.

### Guerra com os macedônios

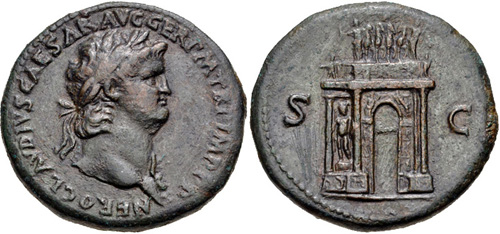
Sestércio de Nero celebrando as campanhas na Armênia e Mesopotâmia

Segundo Moisés e Uctanes, Valarsaces esteve fortemente engajado na defesa do reino das investidas estrangeiras, em particular dos macedônios, que Adontz considerou como uma alegoria aos romanos. Em grande parte, sua motivação decorreu dos sucessos de Ársaces no Oriente Médio, que à época havia conseguido conquistar a Mesopotâmia e regiões adjacentes.  Morfíloco (talvez inspirado em Cneu Domício Córbulo), um antigo aliado dos macedônios, reuniu tropas de Lázica, Ponto, Frígia, Cesareia Mázaca e outros países e declarou guerra a Valarsaces. O rei reuniu um grande exército em Armavir antes de marchar rumo a Cáldia. Dali, avançou para uma colina próxima de Coloneia no Lico, onde ele e Morfíloco permaneceram por dias a poucos estádios um do outro e fortificaram suas posições. Na batalha que se seguiu, Morfíloco foi morto e seu exército derrotado. Uctanes, tratando do mesmo episódio, apenas menciona a luta de Valarsaces contra os macedônios, sem informar detalhes.

### Reformas militares e civis
Após sua vitória, Valarsaces organizou as regiões de Mázaca, Ponto e Egéria, no baixo Acampsis. Depois, retornou ao norte ao sopé de Parcar, em Taique, onde reduziu as porções ocupadas por florestas para melhorar o clima local e permitir que instalasse seu ressorte. Também preparou pontos com sombra para quando decidisse visitar o norte e transformou duas áreas planas e arborizadas em áreas de caça. O cantão de Cola, em Taique, serviu para plantar vinhedos e jardins. Convocou os búlgaros que habitavam ao norte do Cáucaso e ordenou que parassem de praticar banditismo e assassinatos e se sujeitassem à autoridade régia dos arsácidas, de modo que seus príncipes pudessem ser alocados dentro do reino. Enviou um exército ao oeste rumo aos prados gramados próximo da fronteira de Xarai, que era chamada "Não Arborizada" e Bassiana Superior, onde foi estabelecida uma colônia de Ulendur Bulgar Vunde, de quem derivou o nome Vananda. Quando começou a esfriar, acampou junto ao Metesamaur, um dos afluentes do Araxes, onde organizou o exército armênio antes de retornar para Mesurne (recorrentemente confundida como Nísibis).
Em Armavir, Valarsaces construiu um templo e erigiu estátuas do Sol e da Lua e de seus ancestrais. Na ocasião, tentou convencer Sambate Bagarate (identificado com o histórico Simbácio I) a abandonar sua fé judaica e começar a adorar os deuses pagãos, mas diante de sua recusa em aceitar apostatar, permitiu que continuasse professando sua fé. O rei também ordenou que Nísibis (identificada por Moisés de Corene como "Cidade de Semíramis") fosse restaurada e que cidades com muitos habitantes fossem construídas. No palácio, instituiu regras às audiências, concílios, festas e divertimentos; nomeou dois secretários, um responsável por registrar os benefícios e o outro as punições a serem aplicadas; e separou as posições das forças armadas (primeira, segunda, terceira etc.). De acordo com Nicholas Adontz, a organização do exército conforme indicada por Moisés de Corene provavelmente diz respeito à hierarquia das tropas e deve ser uma menção indireta ao documento designado pela historiografia como Lista Militar, no qual são dispostas as famílias principescas por grau de precedência e contingente militar.

### Organização principesca

Reino da Armênia em 150 com a indicação de suas províncias

Moisés diverge sobre essa questão. Em certo ponto de sua narrativa, alega que Valarsaces criou os principados da nobreza armênia (nacarares) e definiu os líderes dos clãs, estabelecendo neles homens que julgou competentes por suas qualidades e por descenderem de Haico e outros ancestrais nobres dos armênios. Por sua vez, em outro ponto, narra a estória de que Valarsaces obteve informações a respeito da organização principesca que preexistia na Armênia antes de sua ascensão. Segundo ele, em certo ponto, Valarsaces enviou a Ársaces I o emissário Mar Abas Catina com uma carta na qual solicitou que os arquivos reais em Nísibis fossem abertos. Abas Catina leu um livro sobre a vida de governantes antigos, que havia sido traduzido ao grego sob ordens de Alexandre, o Grande (r. 336–323 a.C.), e transcreveu em grego e siríaco as partes que tratavam das linhagens reinantes da Armênia. Ao retornar com seu registro, Abas Catina entregou o texto a Valarsaces, que guardou o documento em seu tesouro e ordenou que o texto fosse gravado numa estela. Esse relato, repetido por Uctanes, clarifica que Valarsaces estava especificamente interessado nas listas de trono (Գահնամակ, gahnamak) dos nacarares e guiou-se em seu conteúdo para organizar a Armênia. Nicholas Adontz afirmou que a menção tão tardia às listas de trono por Uctanes indica que esses documentos ainda existiam naquele tempo e o autor utilizou-se deles para compor seu relato. Por conseguinte, concluiu, a indicação por Moisés e Uctanes de que pertenciam ao reinado de Valarsaces busca reforçar a antiguidade deles.
Vologases estabeleceu quatro companhias de guardas do palácio, cada uma delas com mil homens vindos da descendência de Haico, que havia recebido vilas e propriedades de seus pais por herança. Por seu apoio na luta contra os macedônios, Valarsaces concedeu à família de Sambate Bagarate o ofício de tagadir, ou seja, o responsável por depositar a coroa sobre a cabeça do rei na cerimônia de coroação, e o título militar honorífico de aspetes, ou seja, mestre do cavalo. Por conseguinte, Sambate foi designado governador das zonas fronteiriças ocidentais da Armênia, com uma força de 11 mil soldados, e quando estivesse na corte ou no palácio, recebeu o direito de vestir um diadema de três fileiras de pérolas com ouro e gemas. Às demais famílias nobres, as organizou pro precedência e ofício: dos Guntúnios, nomeou o guarda-roupas do rei; dos Corcorúnios, o comandante da guarda real; Dates, cuja família é desconhecida, supervisor da caça real; Gabal, epônimo dos Gabelianos, supervisor dos celeiros; Abel, epônimo da Abelianos, mordomo e mestre de cerimônias; os Arzerúnios portaram os estandartes; dos Genúnios, nomeou o senescal (azarapates); dos Espandúnios, o supervisor dos animais sacrificiais; dos Havenúnios, o falcoeiro; dos Ziunacanos, o mestre dos palácios de verão; e da família principesca que governava o apanágio que se estendia da fronteira com Atropatena até Zovasrócia e Naquichevão (Mardepetacânia), o ofício de grão-camareiro (hair).
Valarsaces deu aos descendentes (Murásios) de Astíages, xá do Império Medo, vilas habitadas por prisioneiros da Média. Na fronteira oriental, instituiu governadores militares oriundos da descendência de Sisaque (Siuni) e Cadmo. À Albânia, designou Arrã, um dos descendentes de Sisaque, como governador militar; de sua descendência, surgiriam as famílias reinantes de Otena, Gardamana, Zabdicena e Gargar. Os descendentes de Guxar (guxáridas), da linhagem de Xarai, foram designados como vitaxas de Gogarena (Marca Mósquia), na fronteira norte da Armênia; sob seu controle permaneceu a montanha Metim (Cangarca), metade de Javaquécia, Colbafora, Zorofora, Zobofora (em Gogarena) e Asócia (em Airarate). Os Ordúnios receberam Bassiana, em Airarate. A família de Torque (uma alusão ao deus da fertilidade Tarcu) recebeu Ingilena e formou uma linhagem principesca homônima. Depois, criou o principado de Sofanena e cedeu os cantões principescos de Apaúnia, Manavázia e Besnúnia, em Turuberânia, a três linhagens haíquidas (Apaúnios, Manavázios e Besnúnios). Eslaco e Miandaco, epônimos dos Selcúnios e Mandacúnios, assumiram a função de proteger os passos montanhosos em Turuberânia e caçarem cabras selvagens. Os Vanúnios, descendentes de Haico através de Vaagênio, foram nomeados sumo sacerdotes, enquanto seus parentes Aravênios e Zareavânios foram alocados em seus próprios domínios. Sarasano, da casa de Sanasar, foi nomeado vitaxa da Marca Síria, recebendo Arzena e seus cantões circundantes, o montes Tauro e as Clisuras. Por fim, estabeleceu as dinastias principescas homônimas de Moxoena e Corduena e as famílias Restúnio, Anzevaci e Aceense nos cantões de Restúnia, Anzevácia e Ace, na Vaspuracânia.

## Avaliação
Moisés de Corene descreveu Valarsaces como experiente com o arco, eloquente, inteligente, valente, prudente e homem maravilhoso.